# Marlene Schmidt
Pour les articles homonymes, voir Schmidt.
Marlene Schmidt, née le 4 février 1937 à Breslau en Allemagne, est une actrice et productrice allemande.
Elle a été couronnée Miss Allemagne 1961, puis Miss Univers 1961.

## Biographie
Née en Silésie  qui devient polonaise à la fin de la seconde guerre mondiale. En 1960, sa famille quitte l 'Allemagne de l'Est pour Stuttgart où Marlene obtient une maîtrise en génie civil.
En 1961, Marlene remporte le concours de beauté local de l'état de Bade-Wurtemberg, puis l'ultime titre national Miss Allemagne.
Elle a ensuite gagné le concours de Miss Univers contre 47 autres participantes. Elle est la première et à ce jour la seule Allemande à avoir remporté ce titre.
De 1972 à 1986, Marlene Schmidt a débuté dans le cinéma comme actrice, avant de devenir productrice et scénariste dans onze productions.

## Vie privée
Elle vit actuellement à Sarrebruck.
De son mariage avec Ty Hardin  qu'elle a épousé en 1962 et divorcé en 1966, elle a un enfant.

## Filmographie
- 1972 : The Stepmother
- 1974 : The Teacher
- 1975 : The Specialist
- 1975 : Dr. Minx
- 1976 : Scorchy
- 1978 : Texas Detour
- 1978 : The Fifth Floor
- 1981 : Separate Ways
- 1983 : Cérémonie mortelle (Mortuary) de Howard Avedis
- 1984 : They're Playing with Fire
- 1986 : Kidnapped